# Закон України «Про засади державної мовної політики»
Зако́н «Про заса́ди держа́вної мо́вної полі́тики» № 5029-VI (неофіційно відомий як «Закон Ківалова-Колесніченка») — закон, що при незмінності визнання української мови як державної в Україні, істотно розширював використання регіональних мов, якщо кількість носіїв цих мов не менше 10 % від населення певного регіону, а в окремих випадках й менше 10 %.
Законопроєкт внесли народні депутати Вадим Колесніченко та Сергій Ківалов 7 лютого 2012 року. Він отримав реєстраційний № 9073.
Закон ухвалила Верховна Рада України 5 червня 2012 року у першому читанні 234 голосами «за» (за деякими даними за нього проголосувало лише 172 депутати), 3 липня 2012 року — у другому читанні 248 депутатськими картками (голосування відбулося з порушенням Конституції України, норм регламенту та процедури розгляду). 31 липня законопроєкт, попри категоричну власну заяву в ефірі каналу «Рада» про непідписання документу, ухваленого в такий спосіб, підписав Голова Верховної Ради Володимир Литвин, а 8 серпня — Президент України Віктор Янукович.
Закон набув чинності 10 серпня 2012 року.
23 лютого 2014 року Верховна Рада України скасувала цей закон, ухваливши поданий ще 28 грудня 2012 року В'ячеславом Кириленком проєкт Закону «Про визнання таким, що втратив чинність, Закону України „Про засади державної мовної політики“». Наступного дня, 24 лютого, Верховний комісар у справах національних меншин ОБСЄ Астрід Турс висловила стурбованість тим, що скасування цього Закону може привести до подальших заворушень. 28 лютого з'явилася інформація, що в.о. президента може ветувати цей закон. 3 березня в.о. президента Турчинов сказав, що не буде підписувати рішення парламенту про скасування цього закону, поки не буде підготовлений і Верховною Радою проголосований новий закон. Новообраний президент України визнав, що скасування мовного закону було помилкою. 3 листопада він проголосив, зокрема, що «спільними зусиллями ми вдосконалимо мовну політику». Питання конституційного статусу закону з лютого 2015 року до 28 лютого 2018 року вирішувалося Конституційним Судом України. 28 лютого 2018 року Конституційний Суд України визнав Закон неконституційним і таким, що втратив чинність (див. відповідний розділ нижче).

## Суть закону
Закон встановлює, що державною мовою є українська мова, але істотно розширює використання регіональних мов, якщо кількість носіїв цих мов не менше 10 % від населення певного регіону, а в окремих випадках і менше 10 %. Так, частина 7 статті 7 закону зобов'язує громадян, які проживають на території, де функціонує регіональна мова або мова меншин, розвивати та використовувати таку мову — «У межах території, на якій поширена регіональна мова або мова меншини, …, здійснення заходів щодо розвитку, використання і захисту регіональної мови або мови меншини, передбачених цим Законом, є обов'язковим для місцевих органів державної влади, органів місцевого самоврядування, об'єднань громадян, установ, організацій, підприємств, їх посадових і службових осіб, а також громадян — суб'єктів підприємницької діяльності та фізичних осіб.»
Дія закону розповсюджується на 18 мов: російську, білоруську, болгарську, вірменську, гагаузьку, їдиш, кримськотатарську, молдавську, німецьку, новогрецьку, польську, ромську (циганську), румунську, словацьку, угорську, русинську, караїмську і кримчацьку.
Закон містить неоднозначне визначення терміну «рідна мова», трактуючи його таким чином: «рідна мова — перша мова, якою особа оволоділа в ранньому дитинстві». Згідно з висновками Головного науково-експертного управління ВРУ визначення терміну «рідна мова» в законі є неточним і некоректним, оскільки із нього, як вказано у висновку, випливає, що рідною мовою може бути чужа мова, якщо за певних обставин людина оволоділа нею першою.
Закон містить 17 помилкових посилань на неналежну статтю закону (ч. 3 ст. 8, замість ч. 3 ст. 7).[джерело?]
Незважаючи на втрату Законом чинності, внаслідок визнання його неконституційним, на низці ресурсів, зокрема, в інформаційній системі ЛІГА:ЗАКОН, Єдиному державному реєстрі нормативно-правових актів, містяться позначки про його чинність. Тому в судочинстві, листуванні громадян з органами державної влади, документуванні управлінської інформації, при здійсненні місцевого самоврядування тощо, містяться хибні посилання на Закон. 
Закон складається з 11-ти розділів та 32-х статей. Він припиняє дію закону Української РСР «Про мови в Українській РСР», вносить зміни у декілька чинних законів.

## Авторський колектив
Над текстом закону працювали;:
1. Колесніченко Вадим Васильович — народний депутат України;
2. Ківалов Сергій Васильович — народний депутат України;
3. Монастирський Аркадій Ілліч — генеральний директор Всеукраїнської благодійної організації «Єврейський фонд України», Всеукраїнська громадська організація «Єврейський форум України»; член Ради ВГО "Правозахисний громадський рух «Російськомовна Україна»
4. Товт Михайло Михайлович — почесний голова Демократичної спілки угорців України, народний депутат України ІІ скликання;
5. Божеску Ауріка Василівна — відповідальний секретар Міжрегіонального Об'єднання «Румунська Спільнота України»; помічник-консультант депутата-регіонала Івана Попеску;
6. Бортнік Руслан Олегович — голова Всеукраїнської громадської організації "Правозахисна організація «Спільна Мета»

## Історія ухвалення

### Реєстрація та попередній розгляд. Реакція
7 лютого 2012 року у Верховній Раді України відбувається реєстрація законопроєкту «Про засади державної мовної політики» № 9073, який суттєво не відрізняється від попередніх редакцій законопроєкту «Про мови в Україні» № 1015-3. Авторами та ініціаторами документу стали Вадим Колесніченко та Сергій Ківалов.
14 травня 2012 року на погоджувальній раді Верховної Ради голова Партії регіонів у парламенті Олександр Єфремов ініціював винесення на порядок денний законопроєкту № 9073. Після цього починається нова хвиля кампанії «Займіться ділом, а не язиком!»
22 травня 2012 року стає відомо, що законопроєкт таки винесено на голосування у Верховній Раді 24 травня. Цього ж дня активісти кампанії оголошують про те, що «День „X“ настав» (день, коли мають голосувати відповідний законопроєкт, «яким знищується українська мова») — 24 травня.
23 травня 2012 року Комітет з питань культури і духовності Верховної Ради України (профільний) видає рекомендацію зняти законопроєкт № 9073 з розгляду.
Увечері 23 травня 2012 року Голова Верховної Ради України Володимир Литвин зробив заяву, якою спробував зняти з себе відповідальність за заплановане на 24 травня ухвалення законопроєкту № 9073 та назвав організаторів протестів з цього приводу циніками та провокаторами. Учасники кампанії зранку 24 травня дали відповідь з порадами на це звернення, де, зокрема, аргументували міру участі та відповідальності Володимира Литвина та його фракції у парламенті за попередні та ймовірні подальші дії.
Також вимоги підтримала парламентська опозиція, яка цього дня заблокувала трибуну, не давши таким чином поставити питання на голосування. У сесійній залі через це сталася бійка. Протестувальники, в свою чергу, вирішили не розходитись доти, доки існує загроза ухвалення законопроєкту. Активісти вирішили залишатися ночувати на вулиці у наметах, якщо у цьому буде потреба. Також, закликали усіх небайдужих їхати до Комітетів Верховної Ради. Однак, внаслідок блокування трибуни сесійної зали, спікер Володимир Литвин закрив засідання.
25 травня 2012 року відбулося продовження позапартійної акції протесту. Сесійна зала Верховної Ради, заблокована минулого дня, розблокована до 14:00 так і не була, внаслідок чого, згідно з регламентом Верховної Ради, засідання закрили, так і не відкривши. Організатори по закінченню мітингу оголосили мобілізацію на 9:00 5 червня, коли почнеться наступний пленарний тиждень парламенту. Цього ж дня спікер Володимир Литвин заявив, що «Верховна Рада і парламентаризм в Україні остаточно зруйновані» і запропонував саморозпуск парламенту.

### Ухвалення у першому читанні
5 червня Верховна Рада ухвалила в першому читанні законопроєкт № 9073 «Про засади державної мовної політики». За ухвалення проголосували 234 картки народних депутатів Фізично за нього голосувало 172 депутати

#### Реакція

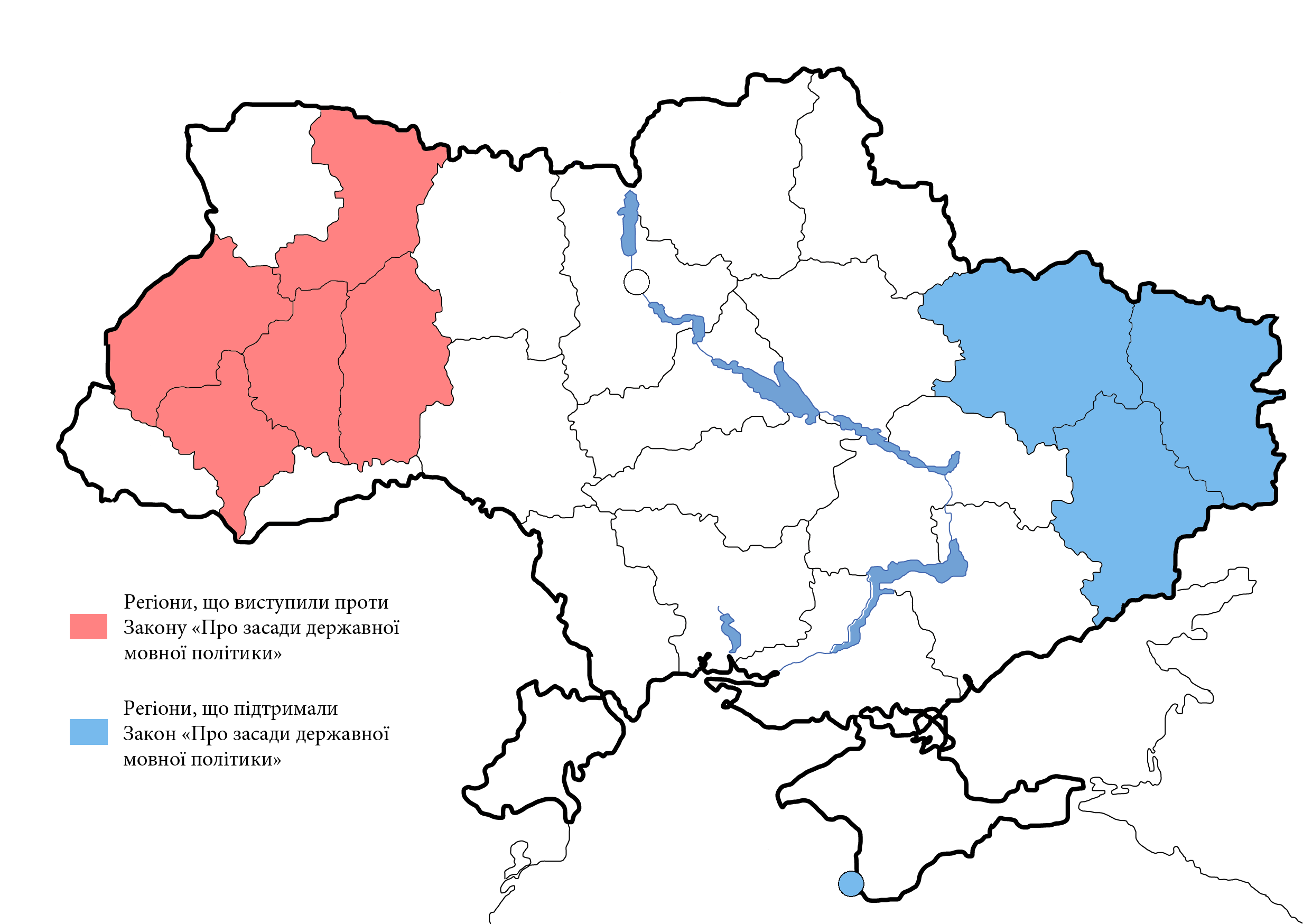
Реакція регіональних рад на прийняття Верховною Радою Закону «Про засади державної мовної політики».

Голова Верховної Ради Володимир Литвин після ухвалення законопроєкту у першому читанні озвучив тезу про «взаємні домовленості» влади та парламентської опозиції щодо даного законопроєкту. Свою заяву також зробила і прес-служба очолюваної ним Народної партії.
Законопроєкт був розкритикований Конгресом національних громад України, до якого входять болгарська, естонська, єврейська, литовська, німецька, польська, румунська, ромська, угорська, кримськотатарська, татарська та вірменська громади. Також піддали критиці «мовний» законопроєкт «Союз гагаузів України», Асоціація єврейських організацій та общин України та Всеукраїнська громадська організація російської культури «Русь».

#### Думки громадського середовища
Експерт Юлій Хвещук стверджує, що існують підстави вважати, що опозиція навмисне допустила ухвалення законопроєкту.
Художній керівник Національного академічного драматичного театру імені Івана Франка Богдан Ступка; Герой України, поет, голова Товариства зв'язків з українцями за межами України «Україна — Світ» Іван Драч звернулися до Президента Віктора Януковича з різкою критикою законопроєкту.
Російськомовний письменник України Андрій Курков вважає, що такий закон зовсім був не потрібен, і що його могли «провести» тільки політики, які не думають про майбутнє своєї держави.

### У другому читанні
3 липня 2012 року, на початку вечірнього пленарного засідання Верховної Ради, законопроєкт ухвалили у другому читанні 248 депутатськими картками. Закон було ухвалено з порушеннями регламенту. Стенограма засідання свідчить, що Адам Мартинюк при ухваленні законопроєкту ініціював три голосування — за розгляд законопроєкту («рішення не прийняте»), за повернення до голосування про розгляд законопроєкту («рішення прийняте») та за ухвалення законопроєкту у другому читанні («рішення прийняте»), і, таким чином, фактично, законопроєкт був проголосований без ухвалення рішення про його розгляд.
Розгляд законопроєкту не був у порядку денному, голосування про включення його до порядку денного не відбулося, понад 2000 поправок (така кількість обумовлюється, також, намаганнями опонентів загальмувати процес розгляду законопроєкту), зокрема і внесених самими авторами законопроєкту, розглянуто не було, а відповідний парламентський комітет не підготував порівняльну таблицю, як вимагає регламент. Відповідно, проєкт прийняли у редакції першого читання. Представники політичної опозиції стверджують, що у залі засідань на момент розгляду проєкту були депутати з Партії регіонів, які часто беруть участь у парламентських силових протистояннях; натомість керівники партії залу покинули.
Віце-спікер Микола Томенко зазначає, що представники коаліції не лише блокували трибуну під час голосування, а й безпрецедентно проголосували його карткою за мовний законопроєкт. Відтак він має намір оскаржити дії опонентів у суді. Окрім цього, за документ проголосувала картка депутата Ігоря Палиці із НУНС, який на той час перебував за кордоном. Також, телетрансляції різних тв-каналів зафіксували (традиційне) голосування частини депутатів декількома картками з декількох місць, що прямо суперечить Конституції України.
Перед початком пленарного засідання у Верховну Раду приїздив прем'єр Микола Азаров.

#### Картки депутатів, що голосували за законопроєкт у другому читанні
За закон у другому читанні проголосували:
Партія регіонів, 190 із 194Анатолій Коржев під час голосування утримався, однак пізніше попросив зарахувати його голос.
Троє (Василенко С. В., Головатий С. П. та Харовський С. Ю.) зазначені як відсутні.
Проголосували «за» такі депутати від ПР: Андрос С. О., Аркаллаєв Н. Г., Ахметов Р. Л., Баграєв М. Г., Баранов-Мохорт С. М., Барвіненко В. Д., Бахтеєва Т. Д., Бевзенко В. Ф., Бережна І. Г., Березкін С. С., Білаш Б. Ф., Білий О. П., Богословська І. Г., Богуслаєв В. О., Болдирєв Ю. О., Бондаренко В. В., Бондаренко О. А., Бондик В. А., Борисов В. Д., Борт В. П., Бут Ю. А., Васадзе Т. Ш., Васильєв Г. А., Васильєв О. А., Васютін С. І., Веревський А. М., Вернидубов І. В., Вечерко В. М., Волков О. А., Воропаєв Ю. М., Гєллєр Є. Б., Глазунов С. М., Глусь С. К., Глущенко І. М., Горбаль В. М., Горбатюк А. О., Горіна І. А., Горошкевич О. С., Грицак В. М., Гуменюк І. М., Гуреєв В. М., Гусаров С. М., Дарда О. П., Дейч Б. Д., Демидко В. М., Демчишен В. В., Демянко М. І., Деркач А. Л., Євтухов В. І., Єгоренко Т. В., Єгоров О. М., Єдін О. Й., Єфремов О. С., Журавко О. В., Журавський В. С., Забарський В. В., Заблоцький В. П., Засуха Т. В., Зац О. В., Зварич І. Т., Звягільський Ю. Л., Зубанов В. О., Зубець М. В., Зубик В. В., Зубов В. С., Іваненко В. Г., Іванющенко Ю. В., Ісаєв Л. О., Калетнік Г. М., Калюжний В. А., Каракай Ю. В., Касянюк О. Р., Келестин В. В., Кий С.В, Киричок О. Е., Кисельов В. О., Ківалов С. В., Кінах А. К., Климець П. А., Клімов Л. М., Клюєв С. П., Ковалевська Ю. С., Ковальова Ю. В., Кожара Л. О., Козуб О. А., Колесніченко В. В., Колоцей Ю. О., Комар М. С., Коновалюк В. І., Корж В. П., Корж П. П., Кузьменко П. П., Кузьмук О.І, Кунченко О.П, Ландик В.І, Ландік В.І, Лебедєв П. В., Лєщинський О. О., Лисов І. В., Литвинов Л. Ф., Личук В. І., Літвінов В. Г., Лук'янов В. В., Луцький М. Г., Льовочкіна Ю. В., Майборода С. Ф., Макеєнко В.В, Малишев В.С, Мальцев В. О.,Маньковський Г. В., Мельник П. В., Мельник С. А., Мирний І. М., Мироненко М. І., Мірошниченко Ю. Р., Момот С. В., Мороко Ю. М., Мошак С. М., Муц О. П. (відкликав голос; заявив, що його «картка проголосувала з невідомих йому причин»), Мхітарян Н. М., Надоша О. В., Наконечний В. Л., Нетецька О. А., Олійник В. М., Омельянович Д. С., Орлов А. В., Павленко В. В., Павленко Е. І., Пачесюк С. Н., Писарчук П.І (відкликав голос; заявив, що «не брав участі в голосуванні щодо мовного законопроєкту»), Пінчук А.П, Піскун С.М, Плотніков О. В., Плохой І. І., Полунєєв Ю. В.(відкликав голос; заявив, що не голосував), Попеску І. В., Потапов В. І., Прасолов І. М., Пригодський А. В., Притика Д. М., Прутнік Е. А., Пшонка А. В., Рева Д. О., Рибак В. В., Романюк М. П., Савченко І. В., Савчук О. В., Самойленко Ю. П., Самофалов Г. Г., Сандлер Д. М., Святаш Д. В., Селіваров А. Б., Синиця А. М., Сігал Є. Я., Скубенко В. П., Скудар Г. М., Смітюх Г. Є., Солошенко М. П., Солтус П. С., Стельмашенко В. П., Степаненко А. А., Столар В. М., Стоян О. М., Сулковський П. Г., Супруненко О. І., Сухий Я. М., Табачник Я. П., Тедеєв Е. С., Толстенко В. Л., Турманов В. І., Федун О. Л., Фельдман О. Б., Хара В. Г., Харлім В. М., Хмельницький В. І., Хомутиннік В. Ю., Царьов О. А., Цюрко П. І., Черноморов О. М., Чертков Ю. Д., Чечетов М. В., Чуднов В. М. (відкликав голос; заявив, що на засіданні присутній не був і його «картка проголосувала з невідомих йому причин»), Шенцев Д. О., Шкіря І. М., Шпенов Д. Ю., Щербань А. В., Янковський М. А., Янукович В. В., Ярощук В. І., Яценко А. В.
КПУ, 25 із 25 — у повному складіАлександровська А. О., Алексєєв І. В., Бабурін О. В., Бевз В. А., Волинець Є. В., Гайдаєв Ю. О., Голуб О. В., Гордієнко С. В., Даниленко В. А., Дем'янчук В. О., Кілінкаров С. П., Кравченко М. В., Лещенко В. О., Мармазов Є. В., Матвєєв В. Г., Матвєєв В. Й., Найдьонов А. М., Перестенко М. В., Самойлик К. С., Симоненко П. М., Ткаченко О. М., Храпов С. А., Царьков Є. І., Цибенко П. С., Шмельова С. О.
Народна партія, 19 із 20Баранов В. О., Белоусова І. А., Ващук К. Т. (відкликала голос; заявила, що була відсутня у сесійній залі під час голосування), Герасимчук В. В., Гривковський В.О, Гриневецький С. Р., Деркач М. І., Довгий С. О., Зарубінський О. О., Литвин Ю. О. (відкликав голос; заявив, що не голосував), Павленко С. Г., Ремез В. В., Сінченко В. М., Терещук С. М. (відкликав голос; заявив, що був відсутній у сесійній залі під час голосування), Черній В. В. (відкликав голос; заявив, що «на голосування ставилося питання про розгляд законопроєкту, а не про голосування його в остаточній редакції»), Шаров І. Ф., Шершун М. Х. (відкликав голос; заявив, що був відсутній у сесійній залі під час голосування), Шмідт М. О., Шпак В.Ф (відкликав голос; заявив, що був відсутній у сесійній залі під час голосування) (не голосував Микола Рудченко).
Реформи заради майбутнього, 2 із 19Валерій Гацько, Євген Константинов
Юрій Крук (попросив зарахувати голос після голосування), Микола Трайдук (попросив зарахувати голос після голосування)
НУ-НС, 1Ігор Палиця (відкликав голос; заявив, що не голосував)
БЮТ, 1Микола Томенко (відкликав голос; заявив, що не голосував)
Позафракційні — 10Олександр Буряк, Богдан Губський, Ігор Воротнюк, Адам Мартинюк, Сергій Осика, Валерій Писаренко, Олег Черпіцький, Валерій Шаманов, Олександр Шепелев, Олег Маліч